# 佐世保海軍工廠1号形蒸気機関車
佐世保海軍工廠1号形蒸気機関車（させぼかいぐんこうしょう1ごうがたじょうききかんしゃ）はかつて佐世保海軍工廠で使用され、その後西日本鉄道に在籍した蒸気機関車の1形式である。

## 概要
佐世保海軍工廠1・2として高田商会の取扱で日本の海軍省から同工廠内の構内鉄道用として発注され、1904年にドイツのJ.A.マッファイ社で製造された。

## 構造
軸配置B1の飽和式単式2気筒14t級サイドタンク機関車である。
これまでに日本に輸入されたJ.A.マッファイ社製蒸気機関車は軸配置B+Bのマレー式機関車に軸重14.3tのCタンク機関車と比較的大型の設計となっており、いずれも本線での使用を前提とした車両であった。これに対し、本形式はごく小さな入れ替え用機関車であり、以後日本に輸入された同社製蒸気機関車は、国鉄4100形蒸気機関車を例外として、これと同程度の小型機が続いた。
この種のドイツ製小型蒸気機関車の場合、一般にはクラウス社が開発したウェルタンクを備えているのが普通であったが、本形式はサイドタンクのみを備える設計であった。
基本構造そのものは当時のドイツ製蒸気機関車のスタンダードに従う、極めて堅実かつ実用的な設計であるが、運転台後方は上半分が開放型とされるなど、同時期の日本の地方鉄道に導入が進められていたクラウス社やオーレンシュタイン・ウント・コッペル社製の小型蒸気機関車とは幾分異なった印象を与える設計となっている。
連結器は左右にバッファを備えたねじ式連結器である。

## 運用
第二次世界大戦後の海軍省解体まで終始佐世保海軍工廠で使用されていたが、軍事機密の壁に阻まれてその間の使用実態については明らかになっていない。
ただし、本形式のうち1両を含む2439 - 2441と付番された3両の機関車が島原鉄道に持ち込まれ、同鉄道で一時保管の後、西日本鉄道に購入されてそれぞれ7 - 9と付番の上で非電化の大川線で使用された。
西日本鉄道入線の際に、開放型であった運転台について背面に2カ所のガラス窓のある妻板を設置、屋根が延長されてヒサシ状とされ、更に2枚の楕円窓が左右に配されていた前面妻板中央に横長の四角い窓が追加で設置されるなど、実用上の理由から運転台回りについては幾つかの点で改造が実施されている。
ただし、ボイラーや弁装置などの主要部はそのままとされ、また連結器についても大川線が連環式連結器を標準としていたことから既存の連環式連結器がそのまま使用された。
西日本鉄道への入線後は、1951年の休止まで大川線で使用された。

## 主要諸元
- 型式 : B1サイドタンク式
- 全長 : 6500mm
- 全高 : 2850mm
- 全幅 :
- 動輪径 : 775mm
- 従輪径 : 600mm
- 軸配置 0-4-2（B1）
- 弁装置 ワルシャート式
- シリンダー（直径×行程） 223mm×380mm
- ボイラー圧力 11.2atm
- 火格子面積 0.53m2
- 全伝熱面積 22.5m2
- 運転整備重量 : 14.0t
- 最大軸重
- 機関車性能：
  - 動輪周馬力
- 燃料種類 : 石炭